# Romelanda UF
Romelanda UF även känd som RUF är en förening i Romelanda 7 km från Kungälv. I föreningen finns sektioner för fotboll, innebandy, boule, bordtennis, barngymnastik och zumba. Föreningen har drygt 700 medlemmar. Föreningens fotbollssektion har herrlag, damlag och ett flertal pojk- och flicklag som spelar sina hemmamatcher på den egna anläggningen Romevi. Föreningen bildades 1948 och firade 65-årsjubileum 2013. Föreningens anläggning, Romevi, består av en konstgräsplan (2011), ett flertal gräsplaner och en tennisbana.